# Cal Mas (l'Arboç)
Cal Mas és una obra de l'Arboç (Baix Penedès) protegida com a Bé Cultural d'Interès Local.

## Descripció
Edificació formada per l'agrupació de tres construccions diferents, de planta baixa i dues plantes pis. La planta baixa és la part més alterada del conjunt, Ja que està ocupada per un bar que unifica les tres construccions. Té dues portalades a l'esquerra i dos finestrals a la dreta.
El cos de l'esquerra és el més destacat de tots. La façana, simètrica i organitzada en dos eixos, està decorada amb un estuc que dibuixa unes franges horitzontals i amb una cornisa que separa les plantes pis. Hi trobem dues balconeres per planta, emmarcades totes per una motllura i un guardapols circular amb un cercle al mig. A la planta baixa tenen una barana de ferro forjat enrasada a la façana; mentre que a la segona planta hi ha dos balconets suportats per dues petites mènsules. La barana és també de ferro forjat. La façana es remata amb una cornisa amb mènsules sobre la qual s'aixeca una barana calada d'obra que tanca el terrat.
Els dos cossos restants són molts similars, ambdós de façana molt estreta, que podien, fins i tot, anteriorment formar part d'una sola casa. Destaca el carreueat de la cantonada, amb una singular peça motllurada a la part central. Cada planta té una balconera amb balcó de llosa de pedra i barana de ferro forjat. Les obertures estan emmarcades amb brancals i llindes de pedra, encara que no són visibles a la balconera de la planta segona del cos de la dreta. Els coronaments semblen també modificats. El cos central té un ràfec amb un dentat i una tortugada ceràmica; mentre que el cos de la dreta té una petita cornisa que gira a la cantonada i sobre la qual s'aixeca la barana del terrat.